# Хазарејци
Хазара или Хазарејци су народ који претежно живи у централном Авганистану. Већином су исламске вероисповести (шиити), а говоре дијалектом дари језика, који спада у иранску групу индоевропске породице језика и који је један од два службена језика Авганистана. Укупно их има око 2.496.000 од чега 2.244.000 у Авганистану и 252.000 у Ирану. Део Авганистана настањен народом Хазара назива се Хазараџат. У Авганистану чине око 9% становништва и представљају трећи народ по бројности, после Паштуна (42%) и Таџика (27%). У њиховој етногенези су знатан траг оставили народи источноазијско-централноазијског антрополошког типа (превасходно монголска и туркијска племена, делом и Кинези), па се стога и антрополошки разликују од Персијанаца, Таџика и других језички блиских народа. 